# Cantone di Beaune-la-Rolande
Il Cantone di Beaune-la-Rolande era una divisione amministrativa dell'arrondissement di Pithiviers.
È stato soppresso a seguito della riforma complessiva dei cantoni del 2014, che è entrata in vigore con le elezioni dipartimentali del 2015.
Comprendeva i comuni di:
- Auxy
- Barville-en-Gâtinais
- Batilly-en-Gâtinais
- Beaune-la-Rolande
- Boiscommun
- Bordeaux-en-Gâtinais
- Chambon-la-Forêt
- Courcelles
- Égry
- Gaubertin
- Juranville
- Lorcy
- Montbarrois
- Montliard
- Nancray-sur-Rimarde
- Nibelle
- Saint-Loup-des-Vignes
- Saint-Michel